# De La Voye-Mignot
De La Voye-Mignot est un mathématicien et théoricien de la musique français, né vers 1619 et mort en 1684.

## Biographie
La Voye-Mignot est reçu en 1666 comme élève à l'Académie royale des sciences et y est attaché à l’astronome Adrien Auzout. On connaît peu de choses sur lui, même pas son prénom.
Spécialisé en géométrie, il s'est fait connaître en 1649 avec un Commentaire bref des éléments d'Euclide, probablement resté manuscrit. En 1656, il publie un Traité de musique qui est un guide pratique des éléments de musique destiné aux débutants, qui aborde aussi la composition. La seconde édition de 1666 est augmentée d’une quatrième partie, avec des réflexions d'esthétique et des définitions de termes musicaux. Son traité est sans rapport direct avec la pratique de l'art ; il y introduit des considérations sur les musiques anglaise et italienne, pays qu’il prétend avoir visité.  Aucune de ses recherches sur la musique ne figurent dans les registres de l’Académie des Sciences.
En revanche, ceux-ci, ainsi que quelques correspondances et un ouvrage de Nicolas de Condorcet, indiquent qu'on lui doit des observations sur les sondages des rivières, les horloges marines, les calculs logarithmiques, l’anatomie, les huitres, les vers luisants, les vers qui vivent dans la pierre et sur des insectes qu'il a vu dans le mortier.

## Œuvres théoriques éditées

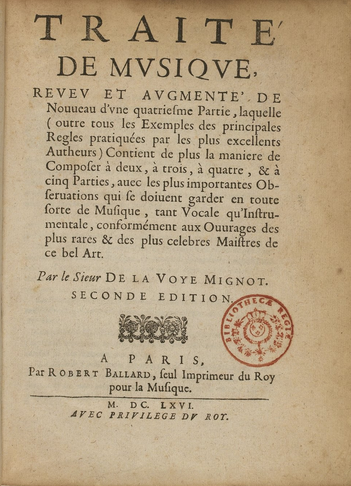
Page de titre du Traité de musique de La Voye-Mignot, seconde édition, Paris, 1666.

- Traité de musique pour bien et facilement apprendre à chanter et composer, tant pour les voix que pour les instruments, Paris : Robert III Ballard et Robert de Ninville, 1656. Guillo 2003 n° 1656-M, RISM B-VI p. 487, Psychoyou 2003 n° LAVO1.  (Lire en ligne).

Ouvrage réémis en 1659 à la même adresse (Guillo 2003 n° 1659-O).
- Traité de musique , reveu et augmenté de nouveau d'une quatriesme partie laquelle (outre tous les exemples des principales regles pratiquées par les plus excellents autheurs) contient de plus la manière de composer à deux, à trois, à quatre, & à cinq parties, avec les plus importantes observations qui se doivent garder en toute sorte de musique, tant vocale qu'instrumentale, conformément aux ouvrages des plus rares & des plus célèbres maistres de ce bel art, seconde édition, Paris : Robert III Ballard, 1666 (lire en ligne).

Dans cette édition seule la 4e partie est nouvelle ; les trois précédentes ne sont que l’édition de 1656.

## Œuvres musicales
- Une Allemande restée manuscrite est présente dans deux manuscrits : le Manuscrit de Cassel (Murhardsche Bibliothek der Stadt und Landesbibliothek : 2 ° Ms. Mus. 61, daté 1650-1660), où elle porte le nom de Mr. De La Voye, et un manuscrit de l’Université d’Uppsala : mus. Hs. 409 (la Voÿs). Elle est publiée dans Mráček 1976.